# Muhammad ibn Zájid Ál Nahján
Šejk Muhammad ibn Zájid Ál Nahján (arabsky محمد بن زايد آل نهيان‎; * 11. března 1961 Al Ajn) je politik Spojených arabských emirátů, od května 2022 třetí prezident Spojených arabských emirátů (SAE) a vládce emirátu Abú Zabí.
Narodil se jako třetí syn šejka Zájida bin Sultána Ál Nahjána, který byl prvním prezidentem SAE a 16. vládcem emirátu Abú Zabí. Po smrti svého otce v roce 2004 se stal korunním princem emirátu Abú Zabí, přičemž funkce po zesnulém otci převzal jeho bratr Chalífa. Muhammad se stal faktickým prezidentem a vládcem emirátu Abú Zabí v roce 2014 poté, co jeho bratr utrpěl mrtvici. Oficiálně do těchto funkcí nastoupil v květnu 2022 po smrti svého bratra.
Je známý jako odpůrce islamismu, Muslimského bratrstva, Íránu a skupin podporovaných Íránem. Od doby, kdy se stal faktickým prezidentem, se SAE podílely na válce proti Islámskému státu a mezi roky 2015–2019 také na vojenské intervenci v Jemenu. V roce 2017 Spojené arabské emiráty spolu s dalšími blízkovýchodními a africkými zeměmi přerušily diplomatické vztahy s Katarem, a to kvůli jeho podpoře teroristických organizací. Krize trvalo do roku 2021, kdy byla podepsána smlouva o usmíření. V roce 2018 podpořil odstoupení USA od íránské jaderné dohody. Muhammad udržoval blízké vztahy s bývalým prezidentem USA Donaldem Trumpem, což mělo za následek vznik zpráv, že USA zaujaly tvrdý postoj vůči Íránu a Muslimskému bratrstvu na nátlak SAE. V září 2020 SAE podepsaly Abrahámovské dohody, které usilují o normalizaci diplomatických vztahů s Izraelem.
V roce 2019 ho deník The New York Times označil za nejmocnějšího arabského vládce a jednoho z nejmocnějších mužů na Zemi. Časopis Time ho rovněž zařadil mezi 100 nejvlivnějších lidí roku 2019.

## Rodina a mládí
Muhammad ibn Zájid Ál Nahján se narodil 11. března 1961 v Al Ajnu.
Je třetím synem Zájida bin Sultána Ál Nahjána, prvního prezidenta SAE, a jeho třetí manželky Fátimy bint Mubárak al-Kitbí.
Má 16 bratrů a několik sester.